# Gabriel-Maria Nicolas
Gilbert Nicolas (Riom, 1462 - Rodez, 27 août 1532) - en religion « Gabriel-Maria »  est un franciscain observant cofondateur avec Sainte Jeanne de Valois de l'ordre de l'Annonciation de la Vierge Marie en 1501.  Il rencontre le pape Alexandre VI et le pape Léon X en ce qui concerne la fondation et le gouvernement de la congrégation. Il est reconnu pour son attitude humble et modérée parmi ses pairs, ainsi que pour son intelligence et sa diligence dans les affaires de la congrégation qu'il contribue à établir. Son procès en canonisation a commencé en France et il est nommé en tant que Serviteur de Dieu.

## Biographie
Gilbert Nicolas est né en 1462 au royaume de France. En 1478, un sermon prononcé par un prédicateur franciscain sur le thème de l'Immaculée Conception l'incita à envisager la possibilité de devenir prêtre. Il a rejoint l'Ordre des Frères Mineurs en 1475 et est entré au couvent de Notre-Dame de Lafond. 
Nicolas a étudié au couvent d'Amboise où il a été ordonné prêtre. De 1498 à 1502, il fut le gardien de son couvent où il rencontra plus tard Sainte Jeanne de Valois et devint son confesseur et son directeur spirituel .Le mariage entre la reine et le roi Louis XII fut annuléen 1498 et elle se rendit avec Nicolas à Bourges pour fonder un ordre religieux. 
Il s'est rendu à Rome où il rencontra le pape Alexandre VI pour recevoir l'approbation papale de la nouvelle congrégation - bien que le Collège des cardinaux ait exprimé sa désapprobation. Mais le cardinal évêque de Modène, Giovanni Battista Ferrari, eut un rêve de Dieu qui réprimanda le Collège pour son refus de l'ordre et vit Saint Laurent le diacre et saint François d'Assise tendre les bras au-dessus de Nicolas en le bénissant. Le cardinal a convoqué Nicolas pour le lui dire et Alexandre VI ensuite ratifia le règlement et l’instauration du nouvel ordre le 12 février 1502. Au même moment, le pape publia un bref apostolique qui permit à Nicolas de prendre le nom religieux de "Gabriel-Maria". Il composa la règle de l'ordre et se rendit à Rome et la présenta au pape Léon X le 11 juin 1517; le pontife a également agrégé l'ordre à l'ordre des frères mineurs.  Il n'a jamais voulu accepter un doctorat - bien que le chemin lui reste ouvert - et il continuait à rejeter les nominations épiscopales. 

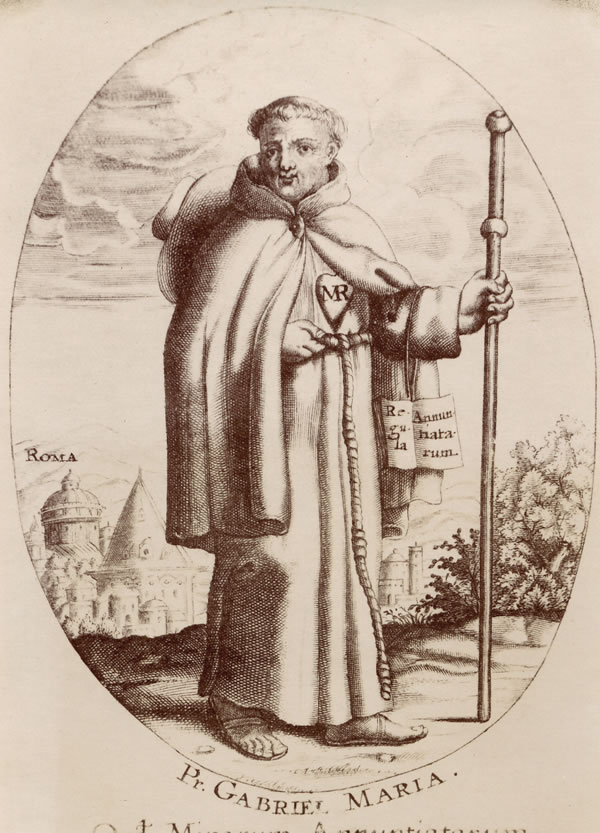
Le père Gabriel Nicolas se rendant à Rome pour obtenir l'approbation de la règle de l'ordre de l'Annonciade.

Il a exercé les fonctions de vicaire de la branche aquitaine de l'ordre de 1503 à 1508, date à laquelle la fondatrice l'a nommé supérieur du couvent. Sous sa direction, de nouveaux couvents ont été fondés à Albi (1507) et à Béthune (1516), tandis que d'autres couvents ont été fondés dans tout le pays, notamment à Bruges (1517) et à Bordeaux (1520). Nicolas conseilla et soutint également la réforme des Clarisses et, aux alentours de 1520, se rendit dans les provinces de la congrégation en Irlande et en Écosse, en plus de la nouvelle Angleterre anglicane. Il prêcha également pour une croisade contre l'empire ottoman et, parmi ses frères franciscains, il entreprit des recherches sur l'influence et la portée du luthéranisme . 
Nicolas est décédé le 27 août 1532 et a été enterré à Rodez. 

## Cause de béatification
Le processus de béatification s’est ouvert dans le cadre d’un processus d’information qui a nécessité une collaboration commune des forums de Créteil et d’Agen afin de donner à Nicolas le titre de Serviteur de Dieu. Tous ses écrits spirituels ont été rassemblés et approuvés en décembre 1916. Un processus apostolique s'ouvrit une décennie plus tard, le 20 mai 1927, afin de poursuivre les travaux du processus de béatification. 
La cause s’est ensuite arrêtée pendant plusieurs décennies jusqu’en 2003, date à laquelle un décret a été publié pour relancer le processus; le transfert du forum compétent de Rodez a été publié le 21 juillet 2009 et la Congrégation pour les Causes des Saints en 2010 a autorisé le " nihil obstat " ("rien contre") à la poursuite de la cause. Un processus diocésain s'est ouvert le 28 février 2013 et a achevé ses travaux le 2 juin 2015. 
Le postulateur actuel affecté à cette cause est Giovangiuseppe Califano.  

## Œuvres
- Traité de théologie moral.
- Règles des vertus et des joies de la Vierge Marie.(1502)
- Sermons sur les vertus et les joies de la Vierge Marie. (1502-1503)
- Bref déclaration sur la sécurité des statuts des observants.
- Question d'un docteur de théologie sur la règle de saint François.
- Nouveau traité sur les 10 fléaux qui affligent la pauvreté des frères mineurs.
- Règle des religieuses de l'ordre de la sainte Vierge Marie.
- Règle du Tiers-Ordre des sœurs de saint François de Chateaugontier.

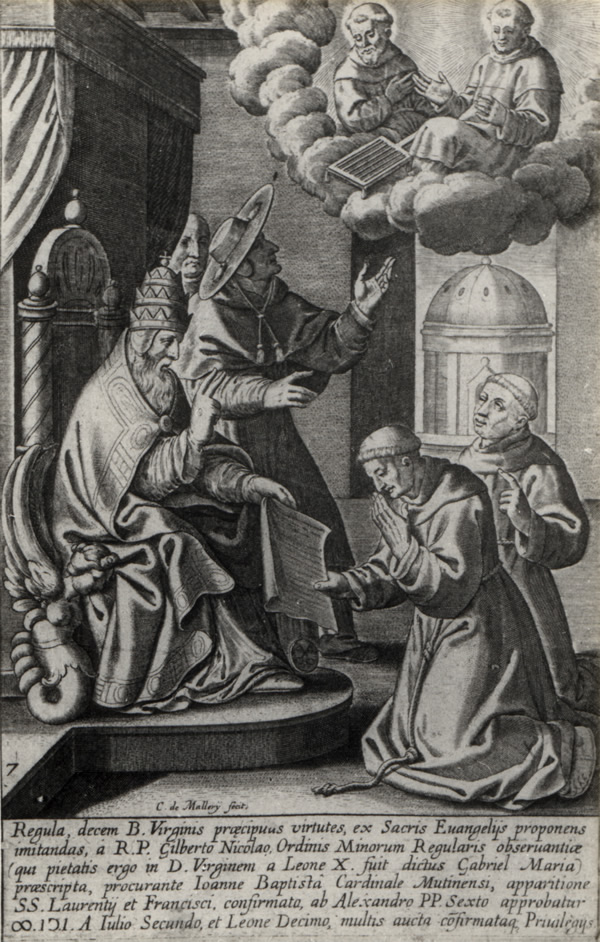
Léon X approuve la règle de Gabriel-Marie Nicolas.